# Sanja Mitrović
Pour les articles homonymes, voir Mitrović.
Sanja Mitrović est une ancienne joueuse serbe de volley-ball née le 22 octobre 1986 à Lazarevac. Elle mesure 1,85 m et jouait au poste de centrale.

## Clubs
| Club                   | De        | À         |
| ---------------------- | --------- | --------- |
| Jednistvo Užice        | 2000-2001 | 2003-2004 |
| OOK Kolubara           | 2004-2005 | 2007-2008 |
| SES Calais             | 2008-2009 | 2008-2009 |
| V.C Klek               | 2009-2010 | 2009-2010 |
| Köpenicker SC          | 2010-2011 | 2010-2011 |
| Volleyball Tulle Naves | 2011-2012 | 2012-2013 |
| Nimes Volley-Ball      | 2013-2014 | 2013-2014 |